# Riksvei 3
De Riksvei 3 (Rijksweg 3) is een hoofdverbindingsweg in het oosten van Noorwegen. De weg loopt van de E6 bij Stange via Elverum en dan langs de Glomma naar Ulsberg in de gemeente Rennebu waar de weg weer aansluit op de E6. De weg is ruim 290 kilometer lang.

## Plaatsen langs de weg
De huidige riksvei 3 loopt door de gemeenten Stange, Løten, Elverum, Åmot, Stor-Elvdal, Rendalen, Alvdal, Tynset en Rennebu.

### Stange
Riksvei 3 begint bij de afslag Kolomoen in de gemeente Stange. Het eerste deel van de weg is autoweg. De eerste plaats die de weg passeert is Romedal. 

### Løten
Vlak voor Ådalsbruk passeert de weg de grens tussen Stange en Løten. Voorbij Ådalsbruk houdt de autoweg op. De weg loopt langs de hoofdplaats van de gemeente om iets ten noorden daarvan samen te smelten met riksvei 25. Beide wegen volgen tot Elverum dezelfde route.

### Elverum
In Elverum eindigt het gezamenlijke tracé met riksvei 25. De weg loopt verder naar het noorden langs de westoever van de Glomma en ligt daarmee in het verlengde van riksvei 2 die vanaf Kongsvinger tot Elverum loopt. Even ten noorden van Rudstad passeert de weg de grens met de gemeente Åmot.

### Åmot

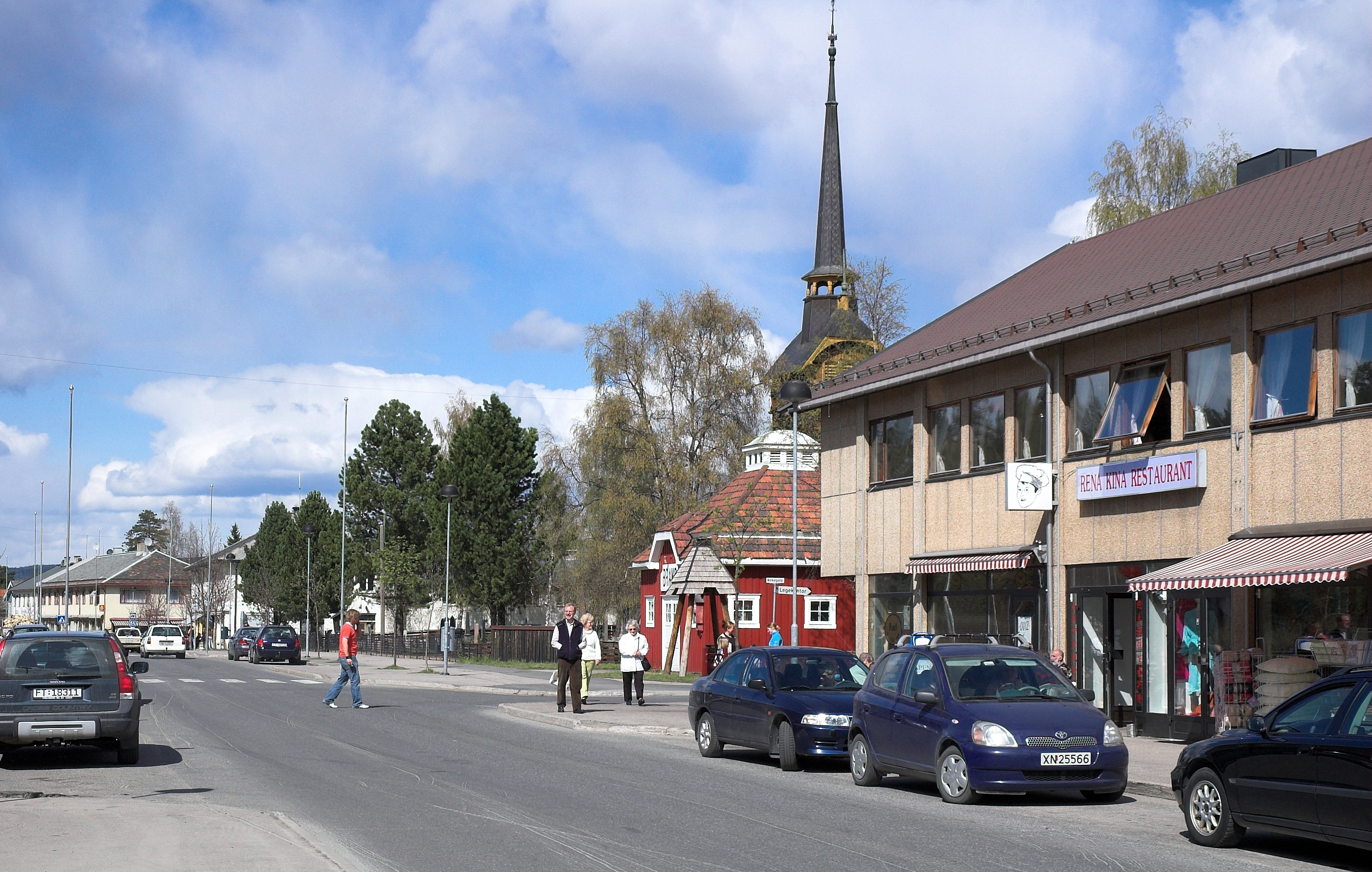
Rena

In de gemeente Åmot loopt de weg parallel met de Glomma en Rørosbanen. De weg loopt dwars door de hoofdplaats van de gemeente Rena. Het station van Rena ligt aan de weg.

### Stor Elvdal
Vlak voor Steinvik passeert de weg de grens met de gemeente Stor Elvdal. Vanaf Steinvik loopt alleen de weg nog op de westoever van de Glomma, de spoorlijn loopt verder over de oostoever. Even ten noorden van Trønness kruist de weg met fylkesvei 30 die richting Koppang loopt.
Vlak voordat de weg bij Atna de gemeente verlaat kruist de weg de Glomma en loopt dan ook verder over de oostoever.

### Rendalen
Op de oostoever passeert de weg Hanestad in de gemeente Rendalen.

### Alvdal
Iets ten zuiden van het dorp Barkald passeert de weg de grens met de gemeente Alvdal. De weg loopt langs het dorp Bellingmo en de hoofdplaats Alvdal. Bij Alvdal kruist de weg opnieuw de Glomma en volgt verder de westoever. De spoorlijn blijft de oostoever volgen.

### Tynset

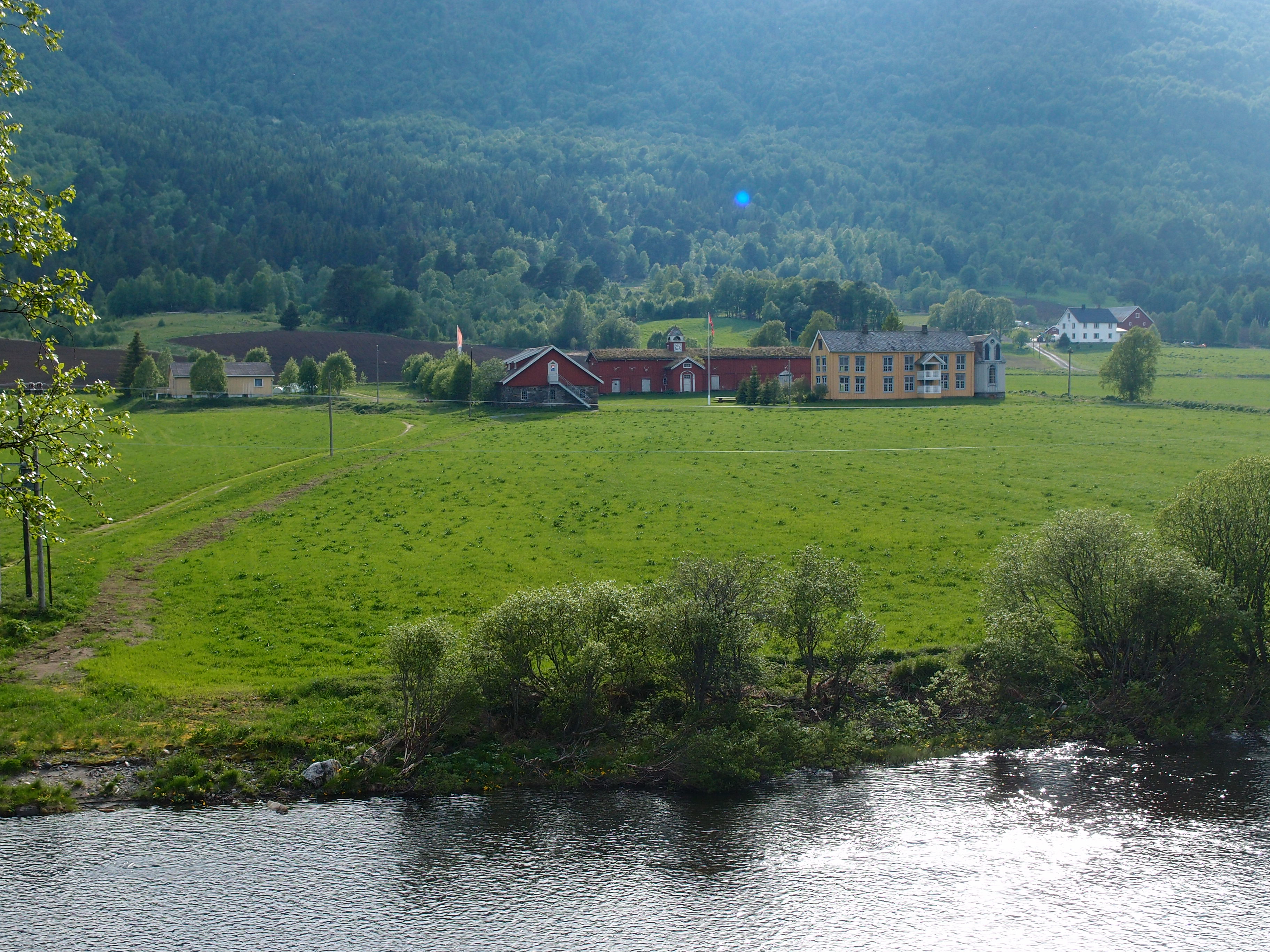
Langs Rv 3

Bij Auma wordt de grens met de gemeente Tynset gepasseerd. De weg wordt hier door fylkesvei 719 verbonden met de oostoever en het aargelegen station. De hoofdplaats van de gemeente is verbonden door fylkesvei 30. Vanaf de kruising met die weg verlaat de weg het tracé van Rørosbanen. De route loopt naar Kvikne langs de rivier de Orkla. Even ten noorden van Kvikne passeert de weg de grens tussen Hedmark en Trøndelag.

### Rennebu
Het laatste deel van de weg loopt langs de Orkla tot aan het dorp Ulsberg waar de weg weer aansluit op de E6. 

Europese wegen:
E6 · E8 · E10 · E12 · E14 · E16 · E18 · E39 · E45 · E69 · E75 · E105 · E134 · E136
Riksveier:
2 · 
3 · 
4 · 
5 · 
7 · 
9 · 
12 · 
13 · 
15 · 
19 · 
20 · 
21 · 
22 · 
23 · 
25 · 
35 · 
36 · 
40 · 
41 · 
42 · 
44 · 
47 · 
52 · 
55 · 
70 · 
73 · 
77 · 
80 · 
83 · 
85 · 
92 · 
93 · 
94 · 
110 · 
111 · 
120 · 
150 · 
156 · 
159 · 
162 · 
163 · 
190 · 
191 · 
200 · 
282 · 
420 · 
451 · 
502 · 
509 · 
510 · 
518 · 
555 · 
562 · 
580 · 
616 · 
617 · 
658 · 
681 · 
706 · 
827 · 
833 · 
853 · 
862 · 
881 · 
887 · 
892 · 
893